# Леандро Бенто де Олівейра
Леандро Бенто де Олівейра, також відомий як Леандріньйо або Леандро (порт.-браз. Leandro Bento de Oliveira; нар. 1 травня 1976, Ріо-де-Жанейро, Бразилія) — бразильський футзаліст, захисник.

## Життєпис
1999 року Леандро дебютував в іспанському чемпіонаті. Протягом шести років він грав за клуби нижчих ліг, допоки 2005 року не став гравцем клубу «Плайас де Кастельон». Через сезон перейшов до іншого клубу Почесного дивізіону «Сельта де Віго», де також відіграв один рік.
У 2007 році перебрався до російського чемпіонату, став гравцем «Тюмені». У тюменському клубі провів два сезони, відрізнявся високою результативністю. У сезоні 2008/09 років став сьомим у списку бомбардирів чемпіонату. Після нього перебрався в новосибірський клуб «Сибіряк», проте там заграти не вдалося, і через півсезону бразилець перейшов до московського ЦСКА.
Влітку 2011 року залишив Росію та повернувся до Бразилії. А в лютому 2012 року його підписав франківський «Ураган».